# Mesoxantha
Genre
Mesoxantha est un genre de lépidoptères (papillons) de la famille des Nymphalidae et de la sous-famille des Biblidinae qui résident en Afrique.

## Dénomination
Le genre a été décrit par l'entomologiste suédois Per Olof Christopher Aurivillius en 1898.

## Liste des espèces
- Mesoxantha ethosea (Drury, [1782])
- Mesoxantha katera Stoneham, 1935[1].